# مید ایست جت
مید ایست جت (به انگلیسی: Mid East Jet) یک شرکت هواپیمایی است که در تاریخ ۱۹۹۰ میلادی تأسیس شده است. دفتر مرکزی مید ایست جت در جده، عربستان سعودی واقع شده‌است و قطب این شرکت هواپیمایی در فرودگاه بین‌المللی ملک عبدالعزیز قرار دارد.